# Axbridge
Axbridge is een civil parish in het bestuurlijke gebied Sedgemoor, in het Engelse graafschap Somerset. De plaats telt 2057 inwoners.

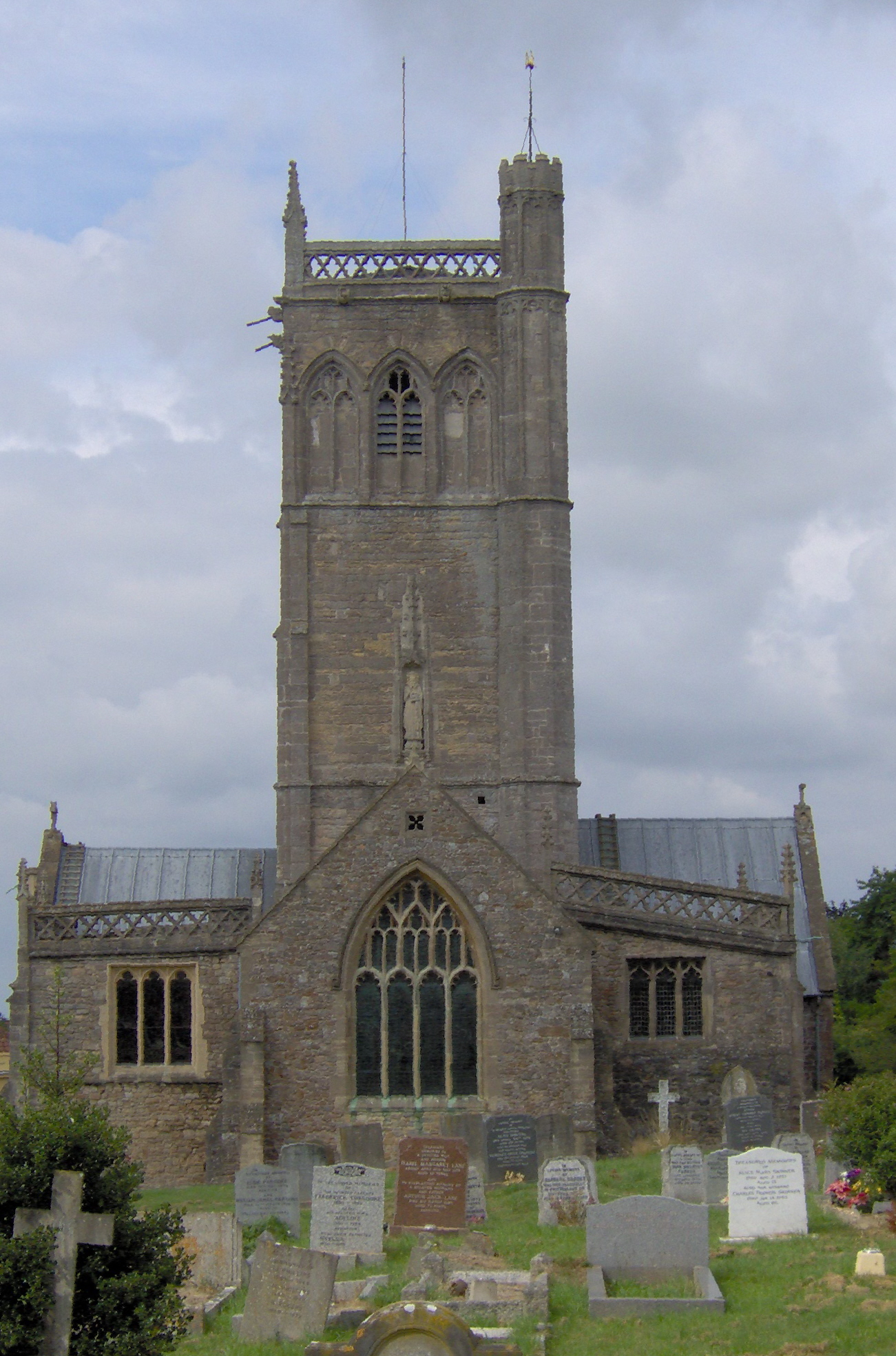
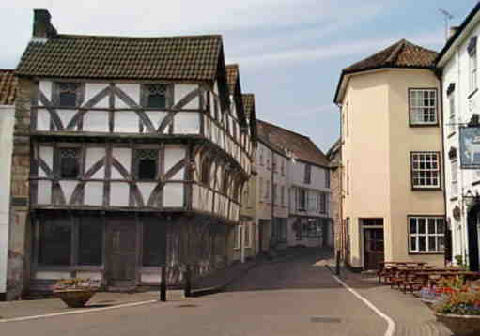
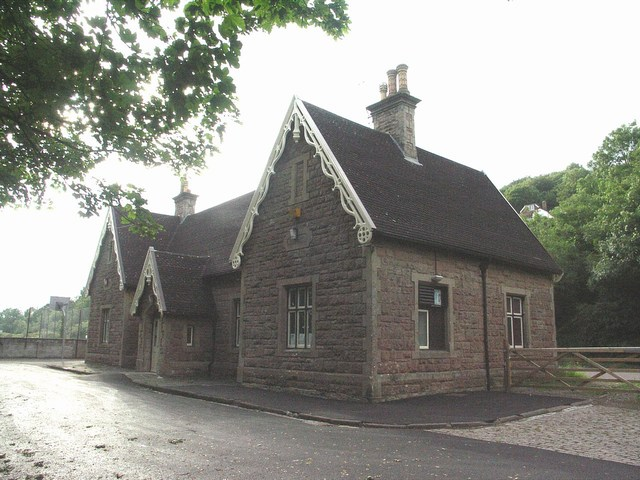
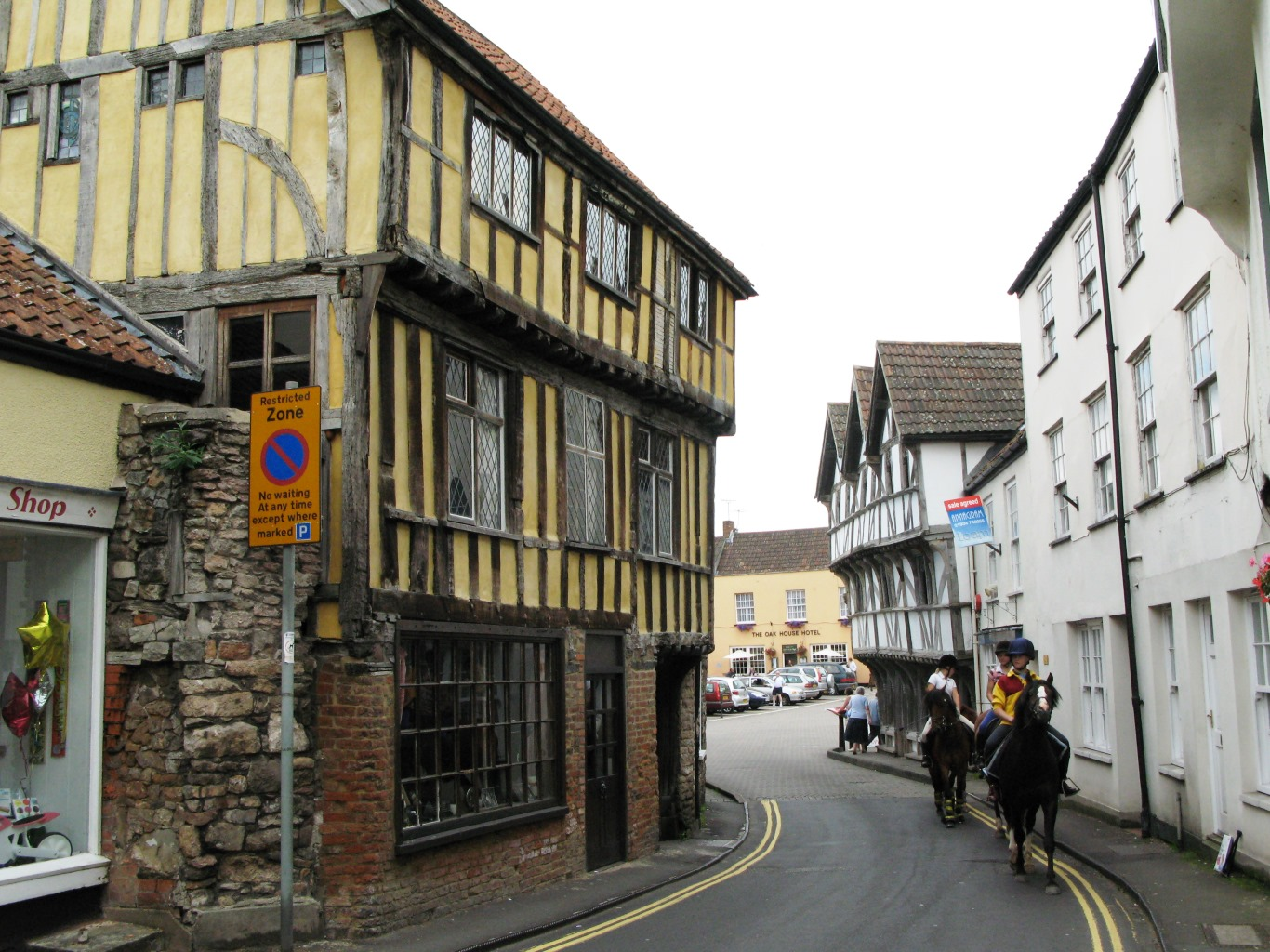
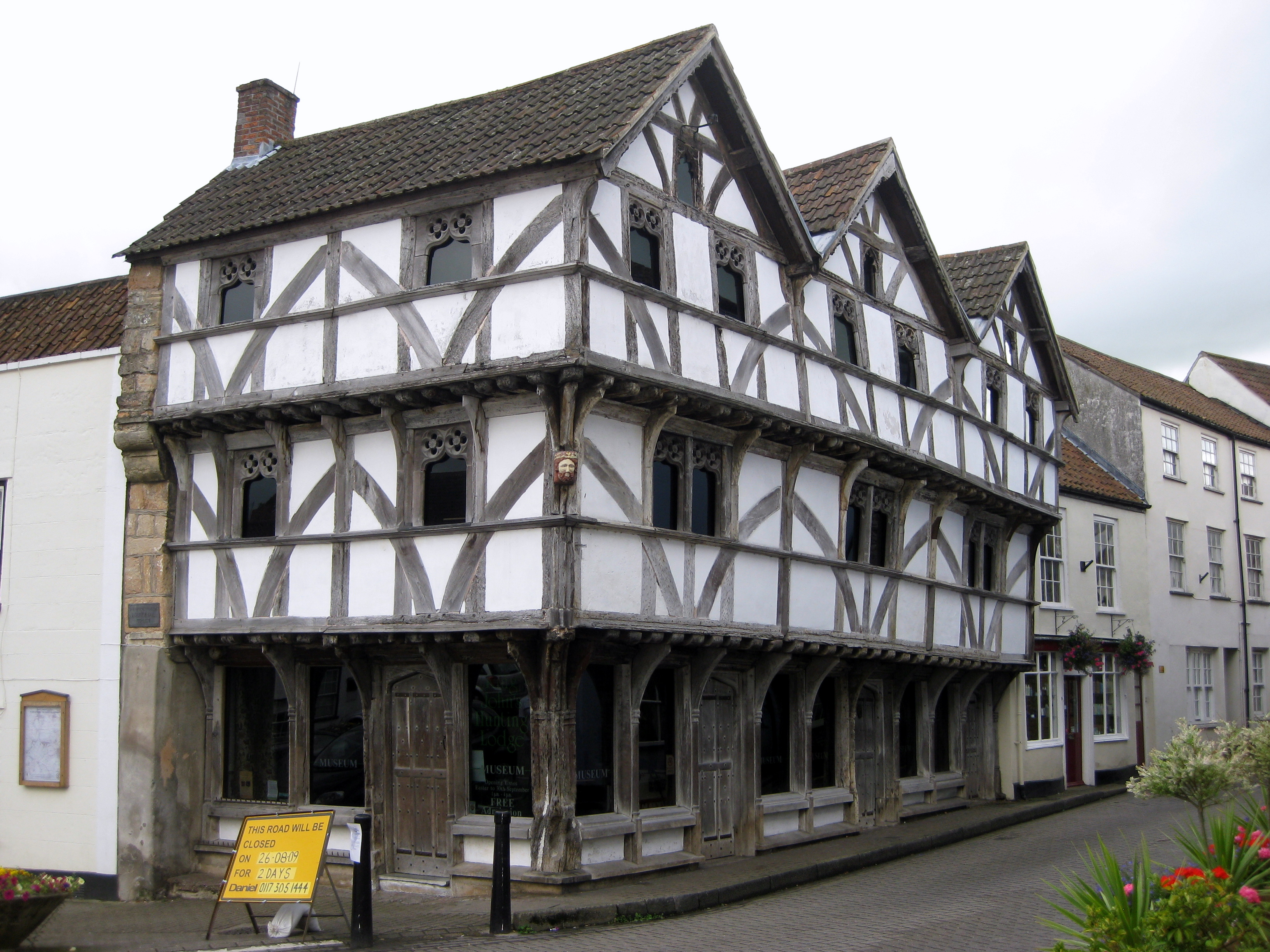